# 벨기에 와플
벨기에 와플은 유럽과 북아메리카에서 유명한 와플의 일종이다. 미국식 와플보다 크다.
흔히 이 와플을 가리키는 이름인 "벨기에 와플"은 벨기에에서 안 쓴다. 벨기에는 브뤼셀 와플과 리에주 와플 등 와플 종류가 많다. 미국 등지의 와플과 다르게 전통적인 벨기에 와플에는 베이킹 파우더 대신 이스트가 사용되었다. 하지만 현대의 벨기에 와플은 보통 베이킹 파우더를 사용한다.
북아메리카에서는 주로 아침 메뉴로 와플을 섭취한다. 토핑은 휘핑 크림, 설탕, 과일, 초콜릿, 버터와 마가린까지 매우 다양하다. 또한 과일이나 바닐라 아이스크림과 함께 디저트로 섭취하기도 한다.

## 역사
벨기에 와플은 1958년 벨기에 브뤼셀에서 열린 엑스포 58에서 모리스 페르메르슈(Maurice Vermersch)에 의해 처음 소개되었다. 1962년에는 미국 워싱턴주 시애틀에서 처음 선을 보이며 아메리카 대륙에도 알려지게 되었다. 벨기에 와플은 1964년에 뉴욕 플러싱 메도스 코로나 파크에서 열린 세계 박람회에 선을 보이면서 미국에서 더 유명해졌다. 이 와플은 모리스 페르메르슈에 의해 "벨젬 와플"(Bel-Gem Waffle)이라는 이름이 붙었다.

## 같이 보기
- 와플
- 리에주 와플